# Anita Márton
Anita Márton (Segedin, 15. siječnja 1989.) mađarska je atletičarka, natjecateljica u bacanju kugle i diska. Osvajačica je brončanog odličja s Olimpijskih igara 2016. u Rio de Janeiru, u bacanju kugle. Iako je u kugli uspješnija, osvojila je broncu na Europskom prvenstvu do 23 godine 2011. u češkoj Ostravi u bacanju diska.

## Športska karijera
Márton se do 2009. godine natjecala u juniorskoj konkurenciji. Iako bez većih uspjeha, ostvarila je dobre rezultate na izdanjima europskim i svjetskim juniorskim prvenstvima plasirajući se među 8 ili 12 najboljih u bacanju kugle odnosno diska. Budući da je brzo napredovala i s obzirom na to da se kasnije dogodile počela baviti atletikom, s 30 je godina prešla u seniorsku konkurenciju.
Prvo veliko natjecanje u seniorskoj konkurenciji bilo je Svjetsko prvenstvo 2009. u Kaunasu, litavskom atletskom gradu. U kugli je bila 4., a u disku 11. u završnici. Te godine nije imala značajnijih uspjeha na mitinzima Dijamantne lige niti manjim natjecanjima.
U prednatjecanju Svjetskog dvoranskog prvenstva 2010. u Berlinu bila je 24., a na Europskom prvenstvu u Barceloni 11. u završnici bacanja kugle.
To je bila njezina prva europska završnica, nakon koje je na europskim smotrama znatno napredovala.
Europsko dvoransko prvenstvo 2011., održano u Parizu, donijelo joj je 5. mjesto u kugli, dotad najbolji rezultat karijere. Iste godine, na EP-u do 23 godine u Ostravi osvojila je broncu u disku i 5. mjesto u kugli. Iste godine održano je i Svjetsko prvenstvo.  Domaćin je bio južnokorejski Daegu, u kojem je Anita bila 22. u kugli, dok u disku u nije ni nastupila.
Uoči Olimpijskih igara 2012. u Londonu, na Europskom prvenstvu u Helsinkiju bila je 7., a na spomenutim Olimpijskim igrama 23. u peednatjecanju. Nastupala je samo u kugli sve više zapostavljajući disk u kojem nije postizala napredak (bacala je oko 55 metara).
U neparnoj 2013. nastupila je na Svjetskom prvenstvu u Moskvi i bila 20. Nešto bolja, 12., bila je na Europskom dvoranskom prvenstvu
u švedskom Göteborgu. Ostvarila je dobre rezultate na državnim mitinzima i poboljšala osobni rezultat. 
Iako joj je na Svjetskom dvoranskom prvenstvu 2014, (održanom u poljskom Sopotu) izmaklo odličje (bila je 6.), na sljedećem izdanju 2016. u Portlandu osvojila je srebro bacivši kuglu 19,33 metra. Na europskom izdanju 2015. u Pragu bila je zlatna s hicem od 19,23 metra i postala europska dvoranska prvakinja. Na Svjetskom prvenstvu iste godine bila je 4. Ostala je bez odličja iako je bacila svoj osobni rekord - 19,48 m.
Predstavljajući rodnu Mađarsku na Europskom prvenstvu 2016. u Amsterdamu osvojila je srebro, unatoč slabom rezultatu od 18,72 metra daljine.